# Wayne Jackson
Pour les articles homonymes, voir Jackson.
Wayne Lamar Jackson (24 novembre 1941 - 21 juin 2016) est un trompettiste de soul et de rhythm and blues américain. Il a joué principalement pour le label Stax, d'abord au sein des Mar-Keys, puis des Memphis Horns, décrits comme étant « sans doute la plus grande section de cuivres soul de tous les temps, ». Il a participé à 52 titres classés n°1 dans les charts et à 83 disques certifiés or ou platine.

## Biographie
Wayne Jackson naît à West Memphis, Arkansas, à seulement quelques jours d'intervalle de son partenaire musical Andrew Love, avec qui il crée la signature du son Stax pour les cuivres, sur les tubes enregistrés par Otis Redding, Sam & Dave, et beaucoup d'autres. Jackson prête également sa voix à Last Night, le hit singulier des Mar-Keys, en partie à cause de sa proximité avec le micro.
Après des années d'enregistrement chez Stax, les Memphis Horns commencent à jouer en freelance, enregistrant des sessions pour des artistes aussi divers qu'Aretha Franklin, Neil Diamond, Elvis Presley, Al Green et Dusty Springfield. Le duo Jackson-Love part également en tournée avec The Doobie Brothers, Stephen Stills, Jimmy Buffett, Robert Cray et de nombreux autres artistes.
En 2012, les Memphis Horns reçoivent un Grammy Lifetime Achievement Award pour leur importance artistique exceptionnelle dans la musique.
Wayne Jackson meurt d'une l'insuffisance cardiaque congestive le 21 juin 2016, à l'âge de 74 ans, au Methodist University Hospital de Memphis. 
Son décès survient après plusieurs années d'une santé défaillante au cours desquelles il conserve un emploi du temps chargé, gagnant sa vie en donnant des visites guidées personnalisées au Stax Museum of American Soul Music.

## Enregistrements
Voici quelques-uns des enregistrements les plus célèbres auxquels Wayne Jackson a participé :
- The Mar-Keys : Last Night (1961)
- Otis Redding : I've Been Loving You Too Long (to Stop Now) (1965)
- Otis Redding : Respect (1965)
- Wilson Pickett : In the Midnight Hour (1965)
- Wilson Pickett : Mustang Sally (1966)
- Percy Sledge : When A Man Loves A Woman (1966)
- Eddie Floyd : Knock on Wood (1966)
- Sam & Dave : Hold On, I'm Comin' (1966)
- Sam & Dave : Soul Man (1967)
- Aretha Franklin : Respect (1967)
- Otis Redding : Try A Little Tenderness (1967)
- Otis Redding : (Sittin' on) The Dock of the Bay (1968)
- Aretha Franklin : Think (1968)
- Elvis Presley : Suspicious Minds (1969)
- Neil Diamond : Sweet Caroline (1969)
- Dusty Springfield : Son of a Preacher Man (1969)
- Aretha Franklin : Rock Steady (1971)
- Isaac Hayes : Theme from Shaft (1971)
- Al Green : Let's Stay Together (1971)
- Peter Gabriel : Sledgehammer (1986)

## Sources
- (en) Cet article est partiellement ou en totalité issu de l’article de Wikipédia en anglais intitulé « Wayne Jackson (musician) » (voir la liste des auteurs).